# Hyporhamphus neglectissimus
Hyporhamphus neglectissimus är en fiskart som beskrevs av Parin, Collette och Shcherbachev, 1980. Hyporhamphus neglectissimus ingår i släktet Hyporhamphus och familjen Hemiramphidae. Inga underarter finns listade i Catalogue of Life.